# Yeo Bong-hun
Đây là một tên người Triều Tiên, họ là Yeo.
Yeo Bong-hun (tiếng Hàn: 여봉훈; sinh ngày 12 tháng 3 năm 1994) là một cầu thủ bóng đá Hàn Quốc thi đấu ở vị trí tiền vệ cho Gwangju FC.

## Sự nghiệp

### Sự nghiệp câu lạc bộ
Anh gia nhập đội bóng tại Segunda División B Marino theo dạng cho mượn ngay sau khi ký kết với Alcorcón.
Ho chuyển đến câu lạc bộ Bồ Đào Nha Gil Vicente vào mùa hè 2015.

### Sự nghiệp quốc tế
Anh được triệu tập vào U-23 Hàn Quốc tháng 11 năm 2015.